# Versiones para no dormir
Versiones para no dormir es el nombre del sexto trabajo del grupo sevillano Narco.
Durante la tarde del 15 de enero de 2013 (fecha de publicación), Narco fue presentando uno a uno a través de su canal de Youtube los diez temas incluidos en este disco, el cual está disponible en descarga directa a través de su página web. El disco contiene versiones de temas de grupos tan míticos y clásicos como Eskorbuto, La Puta Opepe, 7 Notas 7 Colores, Grupo Exterminador, Sodom y The Prodigy (entre otros) interpretadas al más puro estilo Narco y con las colaboraciones de grandes artistas como Fermin Muguruza, Juan de Soziedad Alkoholika y Juanjo Pizarro entre otros. 

## Canciones
| N.º | Título                                                                  | Duración |  |
| 1.  | «Tu ley (The Prodigy)»                                                  | 3:32     |  |
| 2.  | «Quiero ser párroco (Eyaculacion Post-Mortem)»                          | 2:27     |  |
| 3.  | «Demolición (Los Saicos con Juanjo Pizarro)»                            | 2:20     |  |
| 4.  | «Con esos ojitos / Escupe la flema (7 Notas 7 Colores / La Puta Opepe)» | 2:43     |  |
| 5.  | «Pero me aburro (Kaka de Luxe)»                                         | 2:12     |  |
| 6.  | «Chinga police (Sodom con Juan de Soziedad Alkoholika)»                 | 3:34     |  |
| 7.  | «Muy ciego para follar (Dead Kennedys con Luis de Punk Guerrilla)»      | 2:43     |  |
| 8.  | «Cruz de marihuana (Grupo Exterminador con Fermin Muguruza)»            | 3:32     |  |
| 9.  | «Cerebros destruidos (Eskorbuto)»                                       | 2:59     |  |
| 10. | «Con un pitillo en la boca (¿? con Finito de Badajoz de Reincidentes)»  | 1:50     |  |

- Datos: Q20016183